# Campionati nordici di lotta 2002
I campionati nordici di lotta 2002 si sono svolti a Herning, in Danimarca, l'11 maggio 2002.

## Podi

### Lotta greco-romana
| Evento        | Oro              | Argento           | Bronzo          |
| Fino a 55 kg  | Kim Holk         | Anders Nyblom     | Lars Jørgensen  |
| Fino a 60 kg  | Marko Isokoski   | Jarkko Ala-Huikku | Henrik Ståhl    |
| Fino a 66 kg  | Juha Koivunen    | Toni Lintala      | Urban Holm      |
| Fino a 74 kg  | Juha Lappalainen | Mark Madsen       | Tommy Lundell   |
| Fino a 84 kg  | Tomi Rajamäki    | Lennie Persson    | Tuomo Mäntylä   |
| Fino a 96 kg  | Fritz Aanes      | Richard Karelson  | Rami Hietaniemi |
| Fino a 120 kg | Eddy Bengtsson   | Vello Pärnpuu     | Roe Kleive      |